# Vallisneria spinulosa
Vallisneria spinulosa är en dybladsväxtart som beskrevs av S.Z.Yan. Vallisneria spinulosa ingår i släktet Vallisneria och familjen dybladsväxter. Inga underarter finns listade.